# Торренс (озеро)
Торренс (англ. Lake Torrens) — безстічне солоне озеро в Південній Австралії в штаті Південна Австралія. Площа близько 5,9 тис. км²; влітку сильно висихає. За 345 км на північ від Аделаїди. Вказана площа озера умовна, оскільки за останні 150 років воно повністю заповнювалося водою лише один раз.
Озеро відкрите Едвардом Ейром в 1839 р. Його вивчав А. Грегорі.
Озеро входить до складу національного парку Озеро Торренс.
Названо на честь Роберта Торренса (1780—1864), офіцера Королівських морських піхотинців, економіста, співвласником впливової газети «Глобус» та письменника. Він також очолював колегію комісії з колонізації Південної Австралії, засновану в Лондоні, створену згідно із Законом Південної Австралії 1834 року для нагляду за новою колонією Південної Австралії.